# Голям пожар в Чикаго (1871)
Големият пожар в Чикаго от 1871 г. е най-опустошителният пожар в края на 19 век.
Град Чикаго с дървеното строителство до онова време е предразположен към избухването на голям пожар поради хаотичното строителство без съобразяване с изисквания за пожарна безопасност.
Пожарът избухнал на 8 октомври 1871 г., като в резултат от бедствието смъртта си намерили в пламъците 300 души, като били унищожени 17 хиляди инфраструктурни обекта в централната част на града.
Причината за пожара така и не остава изяснена, като за нея възникват много легендарни версии, но прави впечатление, че големите пожари в историята са свързани и с големи геополитически промени, в случая – с края на Френско-пруската война.
Пожарът от своя страна стимулира най-съвременно урбанистично ново изграждане на центъра на града и скоро Чикаго става първият в историята град, сдобил се с небостъргач – Аудиториум Билдинг (виж и Вавилонска кула).
- Карта на Чикаго от 1871 г. В тъмно е отбелязана централната част на града, унищожена от пожара
- Изгорели сгради в центъра